# Опасность первого типа
«Опа́сность пе́рвого ти́па» (иер. трад. 第一類型危險, упр. 第一类型危險, кант.-рус.: Тай ят лёй ин нгай хим, англ. The First Kind of Danger, англ. Dangerous Encounter - 1st Kind) — гонконгский криминальный триллер 1980 года, снятый Цуй Харком по сценарию Ситхоу Чёкхоня.

## Сюжет
Пол изготавливает бомбу с использованием таймера наручных часов, после чего он и двое его друзей, Лун и Коу, оставляет изделие в кинотеатре ради забавы, не намереваясь кого-то убить. Нгань-чю, девушка со склонностью издеваться над животными, видит, как трое друзей сбегают с места взрыва, и следует за ними, не сообщая полиции. После своего увольнения из типографии за обливание коллеги чернилами во время ссоры она спорит со старшим братом Танем, офицером полиции, занимающимся расследованием взрыва, и в ярости бросает кота на столб забора. Затем девушка внедряется в группу трёх друзей, угрожая рассказать правду о взрыве полиции, если они не станут её друзьями. Нгань-чю заставляет парней забрать мышь, которую та проколола иглой, в ответ на что Пол, Лун и Коу требуют от неё оставить бомбу в общественном туалете, что девушка делает без колебаний.
Когда троица предлагает разделиться с Нгань-чю, та устанавливает собственную бомбу, а затем грозится подложить бомбу под дверь дома Пола, из-за чего полиция проведёт обыск. Теперь, взяв под контроль троих парней, она заставляет их помочь угнать автобус, полный туристов из Японии, но в итоге его дверь закрывается, и Нгань-чю остаётся там без своих помощников. Под угрозой приведения в действия взрывного устройства в своих руках, девушка заставляет гида и туристов раздеться до нижнего белья, а затем бросает их на стройке. В другой день Нгань-чю застаёт троих ребят, покидающих школу, и выливает на них бензин. Преследовательница пытается поджечь их, но те используют одну из горящих рубах против неё, и она бежит, едва не попав под колёса машины, из-за чего возникает ссора с водителем-иностранцем. Мальчики бросают камни в машину, и мужчина начинает гнаться за ними после того, как Нгань-чю забирает с собой коробку с японской валютой, выпавшей из салона автомобиля, и случайно оставляет в переулке письменный контракт, не замечая этого. Иностранец, которого зовут Брюс, погибает от меча своего босса Найджела за потерю ценной для них коробки.
Пол предпринимает попытку обменять одну из японских купюр в банке, но когда банковская работница советуется с управляющим, парень пугается и уходит. Четверо ребят угрожают специалисту по обмену денег, требуя дать информацию о том, где возможно обменять их японские деньги, но тот даёт им поддельный адрес. Разозлившись, молодёжь устанавливают взрывчатку под его машину, но в результате погибает лишь бывший «Мистер Гонконг», ставший телохранителем специалиста валютного обмена. Основываясь на показаниях выжившего, полиция связывает нападение с попыткой Пола обменять в банке японские деньги.
Нгань-чю предлагает сделку местной банде, которая раньше беспокоила её, и встречается с их лидером, Дядей Хаком, работающим клубным диджеем. Хак отводит Нгань-чю и Коу к банкиру, который соглашается обменять двадцать купюр на гонконгские доллары за 30 % от всей суммы, после чего Хак направляет своих людей отобрать у молодых людей полученные деньги. Нгань-чю и Коу, сбегая от преследователей, бросают сумку с деньгами через лестничный проём Луну, впоследствии столкнувшемуся на парковке с толпой банды Дяди Хака. Лун, желая отделаться от шайки, бросает в них гонконгские и японские купюры, в то время как, Пол, Коу и Нгань-чю бросают горящие бутылки в членов банды. Нгань-чю злится на Луна за выбрасывание денег, и разразившаяся словесная перепалка заставляет троих ребят уйти.
Находясь в одиночестве, Нгань-чю натыкается на Хака и его банду. Они хватают её и начинают жечь её волосы, но приезжает её брат Тань и избивает Хака, но сестра отказывается рассказывать правду. Зайдя в квартиру, Тань гневно избивает сестру за связи с бандой, а затем привязывает её к оконной решётке.
По возвращении в клуб Дядя Хак заставляет членов своей банды отдать все деньги, которые те подобрали на парковке. Пьяный иностранец одну из японских банкнот в обращении и сообщает об этом Найджелу. Люди из банды Найджела пытают Хака удавкой, пока тот не рассказывает им о Нгань-чю. Банда Найджела приходит домой к девушке, но в это время офицер полиции Тань возвращается домой, где вынужден обороняться. Найджел пытается утащить сестру Таня, но когда та изо всех сил пытается вырваться из его рук, падает и погибает там же, где она ранее убила кота — её голова оказывается пробитой заборным столбом. На место прибывает полиция и собирает пули, застрявшие в стене, но также обнаруживает японскую валюту под мышиной клеткой, из-за чего начальник Таня вынужден снять его с дела.
Когда лицо Пола с банковской камеры видеонаблюдения показывают по телевизору в связи со взрывами, Лун, Коу и Пол упаковывают свои рюкзаки и прячутся на большом кладбище, усыпанном надгробиями, периодически споря между собой. Позже трое пытаются покончить с собой, выпивая дезинфицирующее средство. Пол и Лун выплёвывают вещество, Коу проглатывает отраву. Пол вынужденно бежать в магазин за молоком, чтобы разбавить отравляющее вещество, но продавец распознаёт парня. Вернувшись в город, Тань нападает на двух мормонских миссионеров на улице, приняв их за членов банды Найджела, после чего его отводят в офис, чтобы отстранить от работы на несколько дней. Находясь там, Тань отвечает на случайный телефонный звонок и получает информацию, что Пола видели на кладбище.
Тань на машине догоняет Луна, бегущего в поисках врача для своего друга, приковывает его наручниками к столбу, затем преследует Пола среди надгробий и ловит беглеца. Один из подручных Найджела находит Луна, держа его под дулом пистолета, и говорит Таню бросить оружие. Отстранённый полицейский стреляет в человека, который выстрелом убивает Луна и перед своей смертью успевает ранить Пола. Найджел преследует Таня, требуя раскрыть, где потерянный контракт, а затем избивает его до потери сознания. Пол хватает оружие и стреляет в члена банды, но в итоге больше пуль попадает в Луна. Один из бандитов преследует Пола по кладбищу, стреляет и убивает его в укрытии. Коу застаёт врасплох боевика и устраняет его, ударяя по его голове металлической трубой, затем берёт его автомат и расстреливает последнего оставшегося в живых бандита. Найджел стреляет в машину, которую собирается использовать Коу для побега, вытаскивает парня и избивает его. Юноша подбирает с земли пистолет и дважды стреляет в боевика, но затем у него кончаются патроны. Тань хватает валяющийся пулемёт, стреляет и устраняет Найджела. Коу берёт у Таня пулемёт и радостно стреляет вдоль кладбища, в то время как демонстрируются фотографии с беспорядков 1967 года в Гонконге. Фильм заканчивается на флешбэке, когда один из мальчиков бросает мешочек с красной краской на зонт пешехода.

## В ролях
| Актёр        | Роль                                                                             |
| ------------ | -------------------------------------------------------------------------------- |
| Ло Ле        | Тань, офицер полиции                                                             |
| Линь Чжэньци | Нгань-чю, младшая сестра Таня                                                    |
| Альберт Ау   | Пол, школьник                                                                    |
| Лун Тхиньсан | Лун, школьник                                                                    |
| Пол Чхе      | Коу, школьник                                                                    |
| Рэй Лёй      | Лёй, офицер полиции                                                              |
| Чань Сиулин  | пострадавшая от грабителя с ножом                                                |
| Си Лаува     | Хак Чхай, бандит                                                                 |
| Ада Фун      | банковская работница                                                             |
| Дэвид Ву     | гид японской туристической группы                                                |
| Брюс Бэрон   | Брюс, американский военный в отставке                                            |
| Ён Яучхён    | свидетель взрыва в общественном туалете                                          |
| Чю Синчхой   | мать Пола                                                                        |
| Фун Ёнчхюнь  | отец Пола                                                                        |
| Вань Чханьва | подчинённый Таня и Лёя                                                           |
| Ю Моулинь    | дворник, обнаруживающая труп                                                     |
| Ю Тхаувань   | водитель автобуса с японскими туристами                                          |
| Мак Тайсин   | полицейский сержант, снимающий показания по делу о взрыве в общественном туалете |

## Признание
16 декабря 1997 года гонконгский журнал «Big Motion Picture» опубликовал статью «The Top-Ten Hong Kong Movies in the 1980s – A Retrospective of Films in 1980s». В ней был опубликован список из десяти лучших кинофильмов Гонконга 1980-х по мнению восьми местных кинокритиков. Лента про гонконгских подростков расположилась на третьей позиции.
27 мая 2005 года на 24-й церемонии вручения Гонконгской кинопремии был представлен список ста лучших китайских кинолент, составленный на основе мнений кинодеятелей и критиков, в честь празднования столетия китайского кинематографа. «Опасность первого типа» была помещена на шестьдесят седьмую позициию.
14 марта 2012 года гонконгское издание еженедельника «Time Out» опубликовало список «100 величайших гонконгских фильмов» авторства своего редактора Эдмунда Ли в честь празднования столетия кинематографа Гонконга. Криминальный триллер под режиссурой Цуй Харка занял пятьдесят восьмую позицию.